# Highly Sensitive
Highly Sensitive é a primeira coletânea da cantora e compositora brasileira Mallu Magalhães, lançada no dia 1 de outubro de 2013 nos Estados Unidos.
O álbum é uma coletânea, que reúne 12 músicas em CD e inclui outras três faixas bônus na versão digital, disponível na iTunes Store. O álbum tem o mesmo título de uma faixa de Pitanga (2011), que foi usada pela Microsoft em um comercial do Windows 8. A coletânea contém ainda material dos dois primeiros discos de Mallu, lançados em 2008 e 2009, ambos homônimos.

## Recepção

### Crítica
As críticas publicadas em torno de Highly Sensitive são predominantemente positivas. Com o lançamento de seu álbum de estreia nos Estados Unidos, Mallu Magalhães chamou a atenção do consagrado jornal The New York Times, que ressaltou a sedução ("como se ela estivesse cantando só para si mesma, e talvez um amigo") e a sensibilidade própria da cantora, o que torna seu trabalho ainda mais cativante. O crítico Jon Pareles ainda faz elogios à produção de Marcelo Camelo (Pitanga, 2011) e de Alexandre Kassin (Mallu Magalhães, 2009), sinalizando que o trabalhos dos discos anteriores da artista manteve a música fina e brincalhona.

### Desempenho comercial
Surpreendentemente, os americanos (sem saber que Mallu é brasileira) gostaram do som que ouviam em anúncios, levando-os até as lojas em que o CD estava disponível. A coletânea vendeu todo o seu estoque nos Estados Unidos, o que surpreendeu a própria gravadora da cantora, Sony Music. Foram vendidas 20 mil cópias, e logo depois com um novo estoque, dessa vez em mais lojas, outras 30 mil cópias, totalizando 50 mil cópias vendidas.

## Lista de faixas
| N.º            | Título                    | Compositor(es)  | Mais informações       | Duração |  |
| 1.             | "You Know You've Got"     | Mallu Magalhães | Mallu Magalhães (2008) | 3:41    |  |
| 2.             | "My Home Is My Man"       | Magalhães       | Mallu Magalhães (2009) | 3:48    |  |
| 3.             | "Highly Sensitive"        | Magalhães       | Pitanga (2011)         | 2:05    |  |
| 4.             | "Lonely"                  | Magalhães       | Pitanga (2011)         | 3:17    |  |
| 5.             | "Velha e Louca"           | Magalhães       | Pitanga (2011)         | 2:45    |  |
| 6.             | "Angelina, Angelina"      | Magalhães       | Mallu Magalhães (2008) | 2:44    |  |
| 7.             | "Youhuhu"                 | Magalhães       | Pitanga (2011)         | 3:20    |  |
| 8.             | "Cena"                    | Magalhães       | Pitanga (2011)         | 2:23    |  |
| 9.             | "Make It Easy"            | Magalhães       | Mallu Magalhães (2009) | 4:24    |  |
| 10.            | "Sambinha Bom"            | Magalhães       | Pitanga (2011)         | 2:55    |  |
| 11.            | "In the Morning"          | Magalhães       | Pitanga (2011)         | 1:57    |  |
| 12.            | "You Ain't Gonna Lose Me" | Magalhães       | Mallu Magalhães (2009) | 3:00    |  |
| Duração total: | Duração total:            | Duração total:  | Duração total:         | 36:21   |  |

| Faixas bônus exclusivas da edição da iTunes Store |                  |                |                        |         |  |
| N.º                                               | Título           | Compositor(es) | Mais informações       | Duração |  |
| 14.                                               | "Tchubaruba"     | Magalhães      | Mallu Magalhães (2008) | 3:19    |  |
| 15.                                               | "Soul Mate"      | Magalhães      | Mallu Magalhães (2009) | 3:03    |  |
| 16.                                               | "Baby, I'm Sure" | Magalhães      | Pitanga (2011)         | 2:07    |  |
| Duração total:                                    | Duração total:   | Duração total: | Duração total:         | 68:36   |  |

## Histórico de Lançamento
| País           | Data                 | Formato             | Gravadora  |
| -------------- | -------------------- | ------------------- | ---------- |
| Estados Unidos | 1 de outubro de 2013 | CD download digital | Sony Music |